# Амвросиевская волость
Амвро́сиевская во́лость — историческая административно-территориальная единица Миусского, затем Таганрогского округа Области Войска Донского с центром в слободе Амвросиевка.
По состоянию на 1873 год состояла из слободы и 4 посёлков. Население — 5581 человек (2859 мужского пола и 2732 — женского), 877 дворовых хозяйства и 4 отдельных дома.
Крупнейшие поселения волости:
- Амвросиевка — слобода у реки Крынка в 120 верстах от окружной станицы и за 10 верст от Амвросиевской железнодорожной станции, 4259 лиц, 666 дворовых хозяйства и 4 отдельных дома, в хозяйствах насчитывалось 169 плугов, 429 лошадей, 621 пара волов, 2353 овцы;
- Ясиновский — посёлок у реки Крынка в 89 верстах от окружной станицы и в 10 верстах от Амвросиевской железнодорожной станции, 195 человек, 32 дворовых хозяйства;
- Андриянов — посёлок у балки Осиновская в 90 верстах от окружной станицы и за 7 верст от Николаевской железнодорожной станции, 80 человек, 11 дворовых хозяйств;
- Анастасиевка — посёлок у балки Осиновская в 90 верстах от окружной станицы и за 7 верст от Николаевской железнодорожной станции, 131 человек, 21 дворовое хозяйство;
- Николаевка — посёлок у балки Калиновая в 80 верстах от окружной станицы и за 3 версты от Николаевской железнодорожной станции, 926 человек, 147 дворовых хозяйств.

Старшинами волости были: в 1905 году — Иван Фёдорович Остапенко, в 1907 году — Дмитрий Чукаренко, в 1912 году — И. Н. Лепский.